# 西邓柯宗
西邓柯宗为西藏历史上一个宗级行政区划。为德格土司属地。拉萨噶廈派来的“当枪本”和从昌都“拉章”派来的“曲柯本”参与管理。1954年3月成立“西邓柯宗解放委员会”，军代表刘乃振，隶属于昌都地方人民解放委员会。1959年7月江达宗和西邓柯宗合并为江达县，成为下属的西邓柯区。1984年10月，西邓柯区辖青稞、郎吉、沙嘎、马龙、色日玛5个乡。1988年4月，西邓柯区辖青稞、沙嘎、巴龙3乡。1998年12月，乡镇区划进行调整。撤销西邓柯区，所属青稞、沙嘎、巴龙3乡合并为邓柯乡。